# Carolyne zu Sayn-Wittgenstein

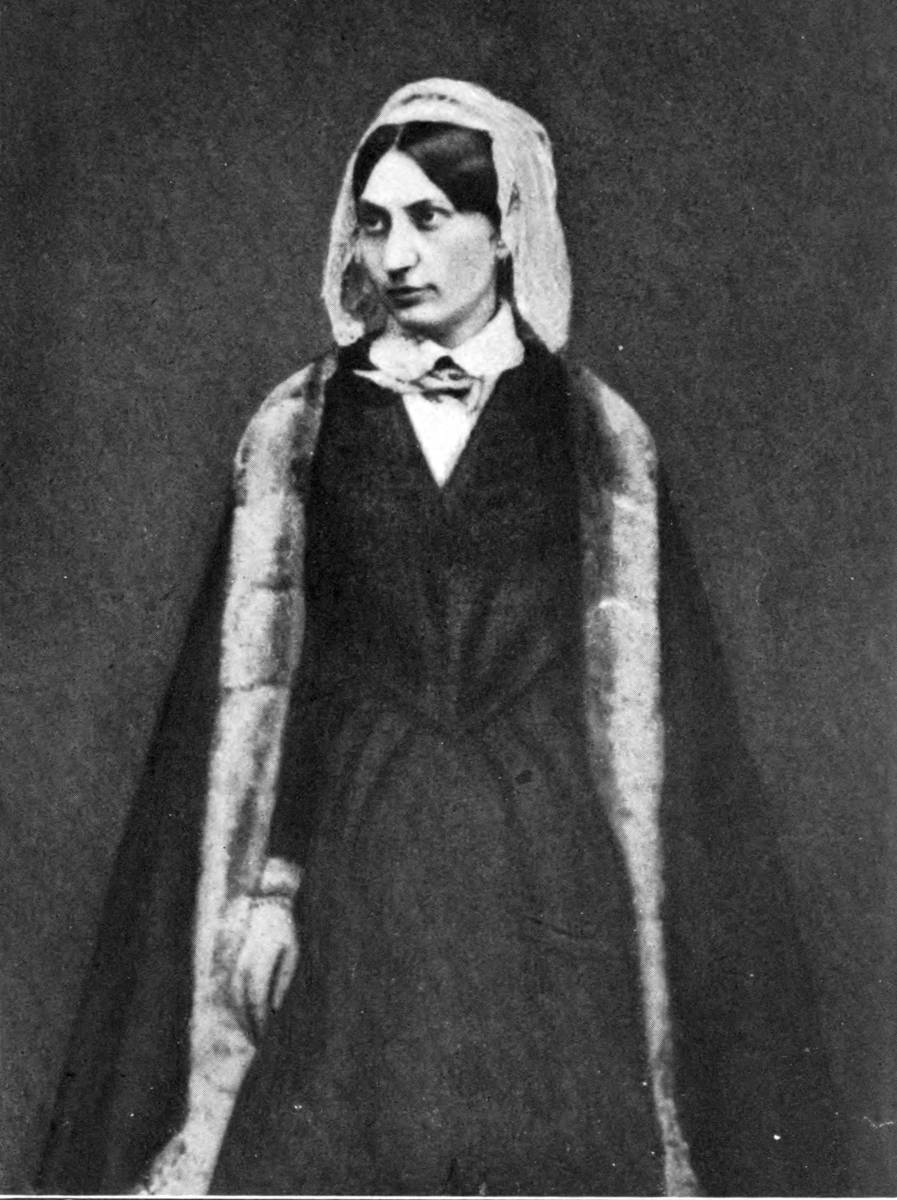
Carolyne zu Sayn-Wittgenstein. Daguerreotypie um 1847

Carolyne (auch Caroline) Elisabeth Fürstin zu Sayn-Wittgenstein-Berleburg-Ludwigsburg, geb. von Iwanowska (* 7. Februar 1819 in Monasterzyska bei Ternopil/Westukraine; † 10. März 1887 in Rom, ± Campo Santo Teutonico) war eine polnisch-ukrainische Adlige, die besonders als Lebensgefährtin Franz Liszts in seiner Weimarer Zeit ab 1848 bekannt wurde.

## Leben

### Herkunft

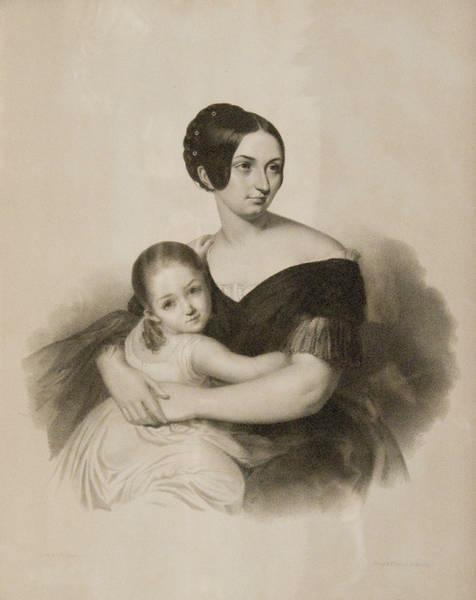
Carolyne zu Sayn-Wittgenstein mit ihrer Tochter Marie. Um 1840

Carolyne von Iwanowska wurde als Tochter von Peter von Iwanowski und Pauline geb. von Podowska in eine wohlhabende alte polnische Adelsfamilie hineingeboren. Noch während ihrer Kindheit trennten sich die Eltern. Carolyne, die fest im katholischen Glauben aufwuchs, war ein phantasievolles und eigensinniges Kind, das viel las und früh feste Standpunkte vertrat; zwölf Gouvernanten versuchten sich nacheinander vergeblich an ihrer Erziehung.
Auf Wunsch ihres Vaters heiratete sie 1836 Prinz Nikolaus zu Sayn-Wittgenstein-Berleburg-Ludwigsburg (1812–1864), Sohn des in russischen Diensten stehenden Generalfeldmarschalls Ludwig Adolf Peter zu Sayn-Wittgenstein (1769–1843), der als Adjutant des kaiserlich-russischen Gouverneurs in Kiew diente. Ein Jahr darauf kam er auf ihr Bitten um seinen Abschied ein, und sie zogen ins ländliche Woronińce in der südlichen Ukraine, wo Carolyne Güter aus ihrer Mitgift besaß. Hier widmete sie sich fast ausschließlich ihren intellektuellen und spirituellen Interessen, studierte Literatur und Philosophie, kümmerte sich aber ebenso um die Bewirtschaftung ihrer Besitzungen.
Die Ehe zwischen ihr und Prinz, nachmals Fürst Wittgenstein, war nicht glücklich; sowohl aus emotionalen Gründen als auch, weil Carolynes stark entwickelte Intellektualität und ihre musischen Neigungen ihren Gatten wenig ansprachen. Zudem konnte die ländliche Abgeschiedenheit ihren gesellschaftlichen Anspruch nicht dauerhaft befriedigen.

### An der Seite Liszts

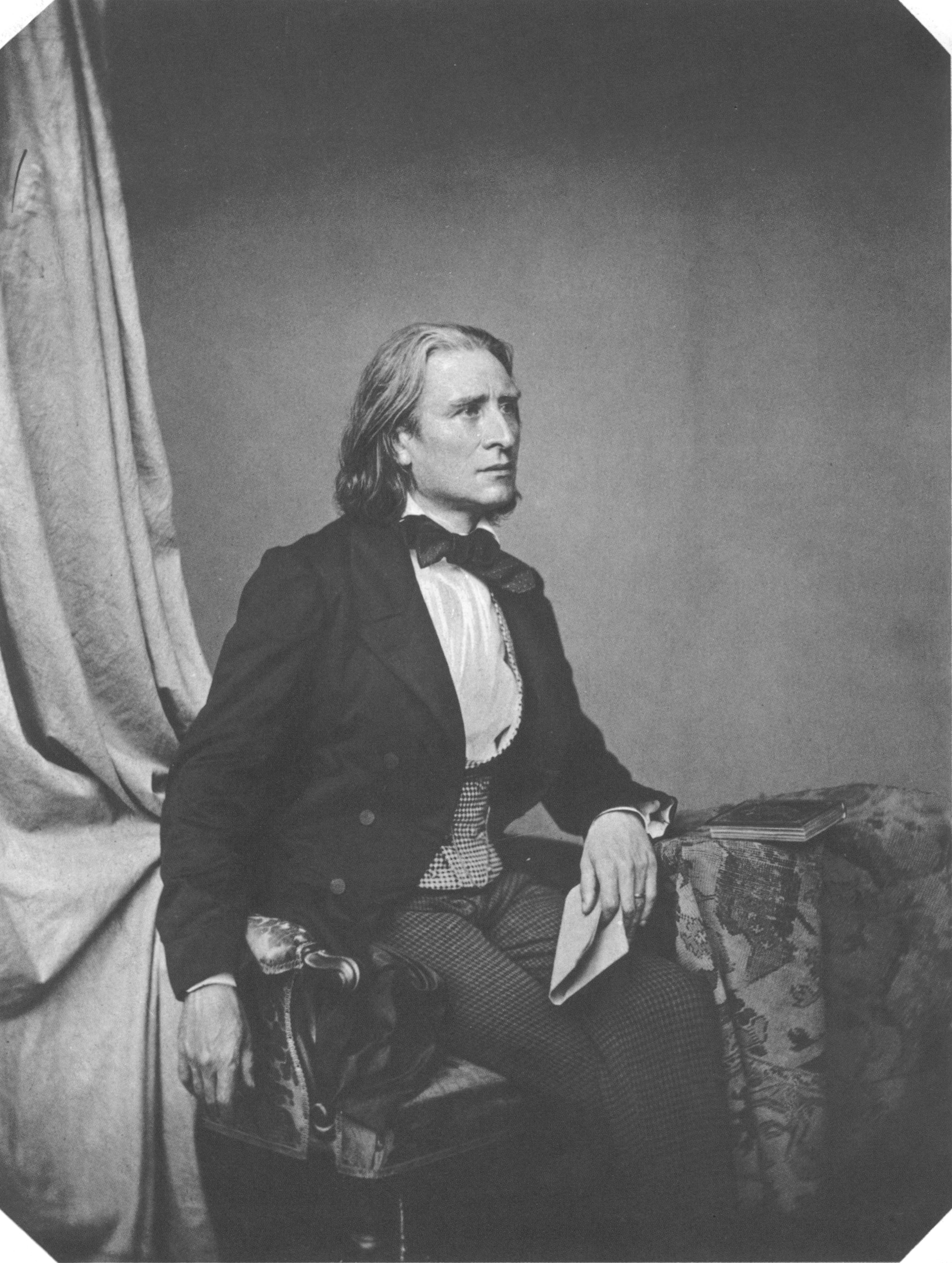
Franz Liszt im Jahr 1858. Fotografie von Franz Hanfstaengl

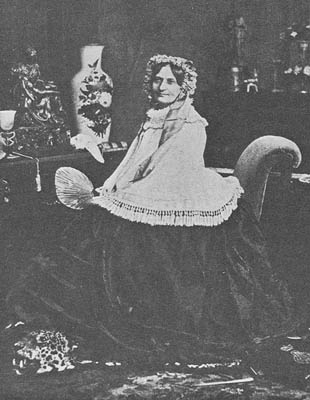
Fürstin Carolyne im Alter. 1876

1847 lernte Fürstin Carolyne bei einem Benefizkonzert in Kiew Franz Liszt kennen. Indem sie Liszt, für dessen Musik sie sich sofort begeisterte, ihre gesellschaftliche und materielle Unterstützung für sein Projekt, die Göttliche Komödie als Musiktheater zu inszenieren, zusagte, kamen beide einander näher. Nachdem Liszt zweimal auf Gut Woronińce zu Besuch gewesen war, verließ Carolyne, die sich vorher durch einen Grundstücksverkauf eine Million Rubel beschafft hatte, im April 1848 mit ihrer kleinen Tochter fluchtartig das russische Zarenreich und traf bald darauf auf dem Landsitz des Fürsten Felix Lichnowsky wieder mit Liszt zusammen, den sie mittlerweile glühend liebte.
Liszt, dessen Beziehung zu Marie d’Agoult seit Ende 1843 beendet war, erwiderte Carolynes Gefühle, und beide zogen ins großherzogliche Weimar, wo Liszt soeben zum Kapellmeister berufen worden war. Dreizehn Jahre lang lebten sie zurückgezogen in der Weimarer Altenburg – eine Zeit, in der Carolyne Liszt in jeder Hinsicht zur Seite stand und unterstützte. Historiker streiten sich über die Reichweite ihres Einflusses; unter anderem wurde spekuliert, dass Liszts Chopin-Biographie in Wahrheit von der Fürstin stammte. Fest steht, dass sie Liszt zu zahlreichen Kompositionen inspirierte und auch seiner Lebensführung eine neue Richtung gab. Liszt, vormals jahrelang auf Tourneen, in zahlreiche Liebesabenteuer verstrickt und mehr magierhafter Virtuose als fleißiger Komponist, wandelte sich unter ihrem Einfluss zum gewissenhaften Arbeiter mit klaren geistigen und emotionalen Zielen. Sonntägliche Matineen mit befreundeten Künstlern wurden ebenfalls von Carolyne initiiert: Hier musizierten sie gemeinsam mit Richard Wagner und Hector Berlioz, den eine besondere Freundschaft mit Carolyne verband; unter anderem widmete er der Fürstin seine Oper Les Troyens.
Doch obwohl protegiert von der kunstsinnigen und europaweit einflussreichen Großherzogin-Witwe Maria Pawlowna (Großherzogin von Sachsen-Weimar-Eisenach), hatten Liszt und Carolyne wegen ihrer „wilden Ehe“, die zudem unstandesgemäß war, gesellschaftlich einen schweren Stand; so drängten beide auf eine baldige Heirat. Einer Scheidung verweigerte Fürst Nikolaus, in Russland zurückgeblieben, aus finanziellen Bedenken vorerst seine Zustimmung; doch 1855 kam es zu einer gütlichen Einigung, in deren Folge die beiden sowohl nach protestantischem als auch nach russisch-orthodoxem Recht geschieden wurden. Fürst Nikolaus verheiratete sich bereits 1857 neu, während die gemeinsame, bei der Mutter aufgewachsene Tochter Marie 1859 in Weimar den Prinzen Konstantin Hohenlohe, nachmals Erster Obersthofmeister am österreichischen Kaiserhof in Wien, heiratete.
Doch um endlich heiraten zu können, bedurften Liszt und Carolyne, beide gläubige Katholiken, zusätzlich noch der Annullierung ihrer ersten Ehe durch den Papst. So begab sich Carolyne im Mai 1860 nach Rom, wo sie am 24. September des gleichen Jahres die Annullierung auch erreichte. Sofort plante sie den nächsten Schritt und organisierte die Trauung mit Liszt, die für dessen 50. Geburtstag am 22. Oktober 1861 in der Kirche San Carlo al Corso angesetzt wurde. Doch im letzten Augenblick – Liszt war erst im Herbst 1861 aus Weimar nach Rom angereist – erwirkten missgünstige Verwandte der Fürstin bei Papst Pius IX. eine Revision seines Entscheids; das Heiratsprojekt war gescheitert.
Dieses Scheitern wirkte sich rasch auch auf die Beziehung der beiden aus. Während Carolyne sich immer mehr mit spirituellen Fragen zu beschäftigen begann, reifte in Liszt der Entschluss heran, der ihn 1865 dazu führte, die niederen Weihen zu empfangen. Obwohl seine Ordination kein Keuschheitsgelübde einschloss, hatten sich die beiden auseinandergelebt. Carolyne verbrachte den Rest ihres Lebens mit theologischen Untersuchungen und geistlichen Übungen in ihrem Domizil in der Via Babuino in Rom, wo auch die meisten ihrer nachgelassenen Schriften entstanden. Dort starb sie 1887, nachdem sie mit Liszt bis zu dessen Tod 1886 in brieflichem Kontakt gestanden hatte.

## Werke
Carolyne zu Sayn-Wittgenstein betätigte sich auch schriftstellerisch, ließ ihre Werke aber, obgleich privat gedruckt, nicht veröffentlichen. Als ihr Hauptwerk gilt:
- Des causes intérieures de la faiblesse extérieure de l'Église, 24 Bde.

Der fünfte und später auch der dritte Band wurden nach Bekanntwerden auf den Index Librorum Prohibitorum gesetzt.
Nur ein Buch bestimmte sie zur Veröffentlichung:
- La vie chrétienne au milieu du monde et en notre siècle. Entretiens pratiques recueillis et publiés par Henri Lasserre, Paris 1895 (frz.).

- Sie schrieb das erste Verzeichnis der Werke Franz Liszts; es blieb MS.[2]

## Quellen

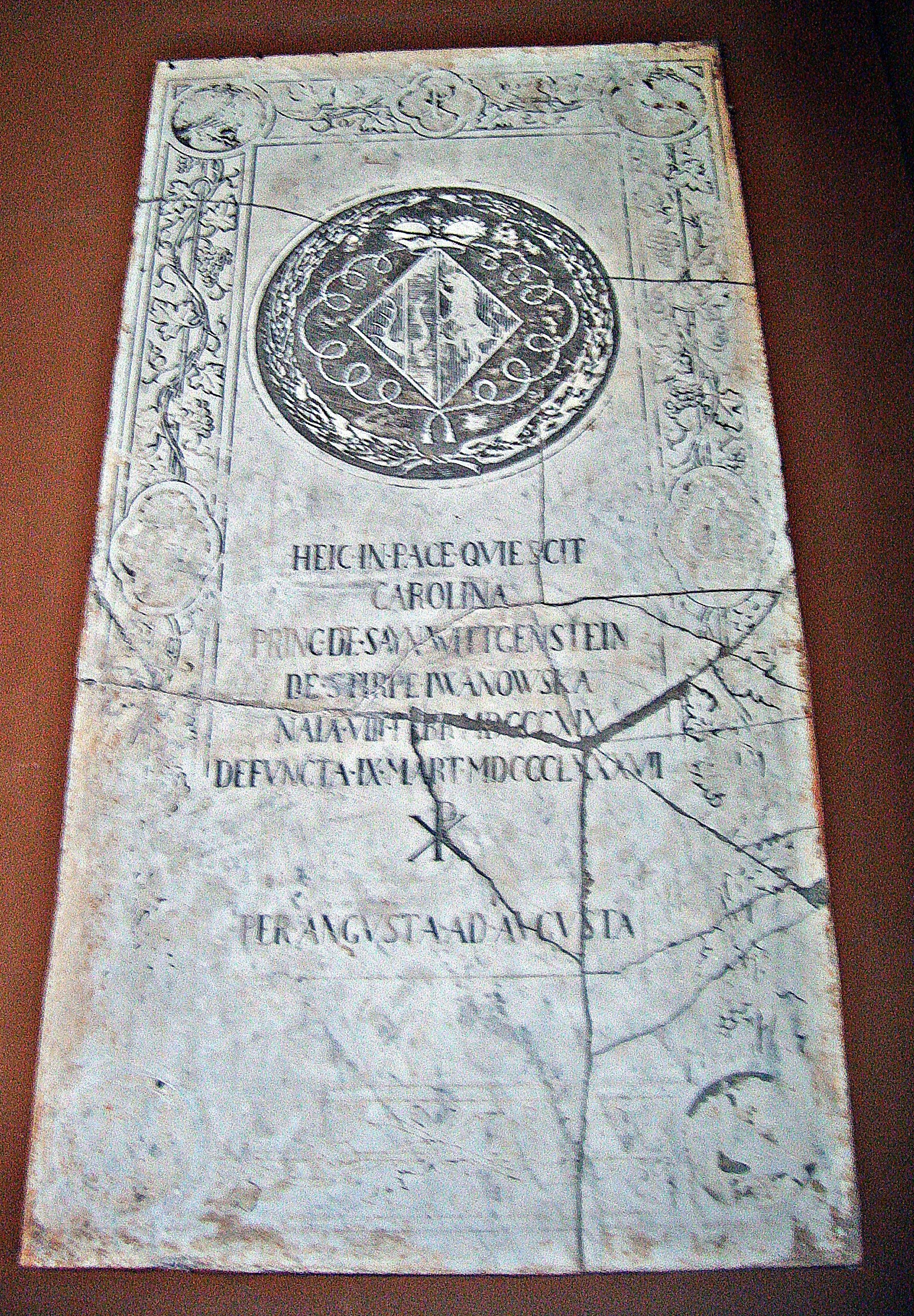
Grabplatte, Campo Santo Teutonico, Rom